# Cerkiew Ikony Matki Bożej „Wszystkich Strapionych Radość” i św. Mikołaja w Mentonie
Cerkiew Ikony Matki Bożej Wszystkich Strapionych Radość i św. Mikołaja – prawosławna cerkiew przy ulicy Paul Morillot w Mentonie, wzniesiona w 1892. Należy do eparchii brytyjskiej i zachodnioeuropejskiej Rosyjskiego Kościoła Prawosławnego poza granicami Rosji.

## Historia
W 1880 w Mentonie powstało Mentońskie Bractwo Dobroczynne, którego opiekunką była wielka księżna Anastazja Michajłowna Romanowa. Bractwo zajmowało się organizacją pomocy dla rosyjskich emigrantów przebywających we Francji i we Włoszech. Jego siedzibą był tzw. Dom Rosyjski (fr. Maison Russe) położony w dzielnicy Carnoles, część budynku służyła jako przytułek dla chorych narodowości rosyjskiej. 
W czerwcu 1892 przy Domu Rosyjskim zaczęła się budowa cerkwi, wznoszonej pod kierunkiem autora jej projektu, Hansa Gerda Terslinga. Budynek był gotowy w grudniu tego samego roku i został poświęcony przez ks. S. Liubimowa, pracującego w cerkwi w Nicei. 
W sporze pomiędzy zwolennikami apolityczności Cerkwi prawosławnej skupionymi wokół metropolity Eulogiusza (Gieorgijewskiego) a zwolennikami czynnego zaangażowania po stronie monarchistów parafia w Mentonie opowiedziała się za tym drugim stanowiskiem i przeszła po 1927 pod jurysdykcję Rosyjskiego Kościoła Prawosławnego poza granicami Rosji, w której pozostaje do dziś. 
W czasie II wojny światowej budynek cerkwi został uszkodzony, niezbędnych prac remontowych dokonano w 1958. 

## Architektura
Cerkiew naśladuje wygląd prawosławnych świątyń wznoszonych w Rosji w XVII i XVIII wieku. Jest jednonawowa, połączona z budynkiem Domu Rosyjskiego. Posiada 9 metrów wysokości, 12 długości i 7,5 szerokości. Wieńczy ją pojedyncza malowana na niebiesko cebulasta kopuła z prawosławnym krzyżem. 
We wnętrzu wyróżnia się ikonostas wykonany z marmuru, naśladujący styl staroruski. W pomieszczeniu ołtarzowym znajdują się wykonane w końcu XIX wieku ikony Chrystusa Zbawiciela oraz Matki Bożej wykonane przez artystów Akademii Sztuk Pięknych w Petersburgu.